# Pío de Tristán

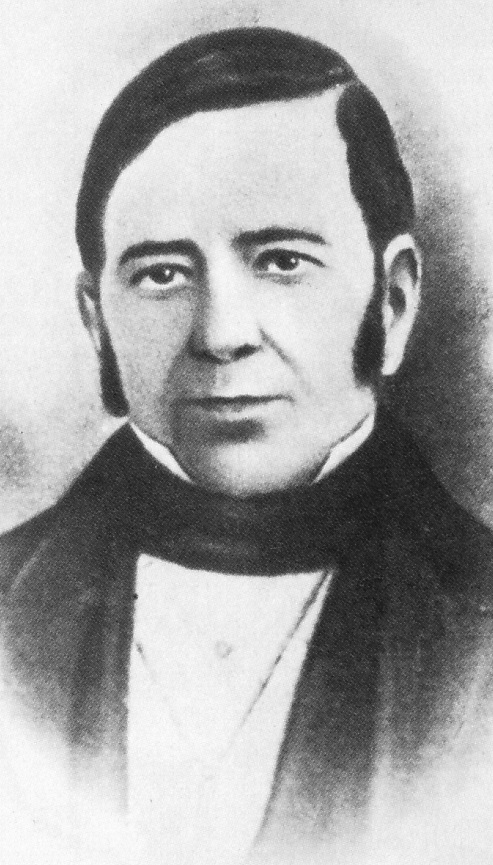
Pío de Tristán

Juan Pío de Tristán y Moscoso (* 11. Juli 1773 in Arequipa, Peru; † 24. August 1860 in Lima, Peru) war ein Offizier und Politiker aus Peru. Er amtierte für die Spanier als formell letzter Vizekönig von Peru und später als Präsident der Republik Süd-Peru.

## Leben
Tristáns Vater war als Corregidor (Bezirksverwalter) in der Kolonialverwaltung tätig. Pío erlebte als Kind den Aufstand der Indios unter Tupaq Amaru II. und dessen grausame Niederwerfung.
Als Offiziersanwärter trat er in die spanische Armee ein, deren Einheiten zur Bekämpfung der Aufständischen verstärkt worden waren. Als sich die Sicherheitslage beruhigt hatte, wurde Tristáns Regiment nach Spanien zurückbefohlen und Pío de Tristán gelangte so im Rang eines Unterleutnants (sub-teniente) gemeinsam mit seinem älteren Bruder Mariano nach Spanien.
Auf Anraten dieses Bruders nutzte er die Gelegenheit zur Weiterbildung, die Europa bot, nahm vorübergehend Abschied vom Militärdienst und ging nach Frankreich, um dort in einem Benediktinerkolleg zu studieren.
Mit Ausbruch der französischen Revolution verließ er Frankreich und kehrte zur Armee nach Spanien zurück. Im Pyrenäenkrieg ab 1793 focht er auf spanischer Seite gegen die republikanischen Franzosen. Er wurde zum Hauptmann befördert.
1795 kehrte er nach Südamerika an den Río de la Plata zurück, um dem dortigen Vizekönig Pedro de Melo de Portugal y Vilhena als Adjutant zu dienen. Nach Melos Tod 1797 ging er nach Peru und kämpfte ab 1809 im Heer des Generals José Manuel de Goyeneche, der für die spanische Krone das Hochland befrieden wollte.
1811 befahl er als Generalmajor eine eigene Division in der Schlacht von Huaqui, in der die spanische Kolonialarmee die argentinischen Truppen der Unabhängigkeitsbewegung deutlich schlagen konnte. Im weiteren Verlauf des Feldzuges erreichte Tristán den Rang eines Brigadegenerals.
Am 1. August 1812 befahl er seine Einheit nach der Provinz Tucumán, wo er auf das argentinische Heer unter Díaz Vélez traf. Er hatte keinen Befehl zum Angriff oder zur Schlachteröffnung, dennoch befahl er am 24. September im Vertrauen auf die Überlegenheit der eigenen Kräfte den Angriff. Prompt wurden die schlecht ausgerüsteten Spanier geschlagen.
Tristán zog sich mit seinen Truppen nach Salta zurück. Dort griffen die argentinischen Truppen unter General Manuel Belgrano am 20. Februar 1813 die Royalisten an und schlugen sie in der Schlacht von Salta vernichtend. Tristán blieb angesichts der militärischen Situation nichts anderes übrig, als die Kapitulation zu unterzeichnen und sich im Schutze des Waffenstillstands mit seinen Truppen aus dem Hochland zurückzuziehen.
Vizekönig José Fernando Abascál y Sousa missbilligte diese Unterwerfung als Verrat. General Goyeneche trat als Oberbefehlshaber zurück und reiste heim nach Europa.
Pío de Tristán ging in seine Vaterstadt Arequipa zurück, deren royalistische Garnison er gemeinsam mit dem Feldmarschall Francisco Picoaga er 1814 in Verteidigung gegen die Unabhängigkeitsarmee befehligte. 1815 stellte er in Arequipa ein neues Heer auf.
1816 übernahm er kurzzeitig die Verwaltung Real Audiencia von Cuzco. Vizekönig José de la Serna ernannte ihn 1823 in den letzten Zügen des südamerikanischen Unabhängigkeitskrieges noch zum Feldmarschall.
Ende 1824 befand sich Tristán in Arequipa, als Vizekönig La Serna bei der Schlacht bei Ayacucho die letzte und entscheidende Niederlage der spanischen Kolonialherren erlitt und in Gefangenschaft geriet. Nach der Schlacht kapitulierten die Spanier unter José de Canterac gegenüber der Unabhängigkeitsbewegung unter Simón Bolívar. Als ranghöchstem freien Offizier der Kolonie fiel das Amt des Vizekönigs formal Tristán zu, der freilich keine Regierungsgeschäfte mehr führte, sondern lediglich den ehrenvollen Abzug der spanischen Offiziere regelte, der in der Kapitulation vereinbart war.
Tristán selbst blieb in Peru und betätigte sich politisch. Er wurde Präfekt von Arequipa, Brigadegeneral und 1836 Kriegs- und Marineminister. Zur Zeit der Peruanisch-Bolivianischen Konföderation amtierte er als Präsident des Gliedstaates der Republik Süd-Peru.